# Söderköpings IBK
Söderköpings IBK är en innebandyklubb från staden Söderköping i Östergötlands län. Klubben grundades 6 april 1993. Klubben spelar sina hemmamatcher i Sporthallen Vikingen i Söderköping. Säsongen 2010/2011 vann klubbens representationslag på herrsidan Östergötlands division 2 och tog klivet upp till Division 1 Mellersta Svealand. Under klubbens första år i division 1 slutade man på en 9:e plats och bibehöll där med kontraktet i division 1.

## Historia
Söderköpings IBK bildades den 6 april 1993 av ett kompisgäng.
Det var under vintern 1992/93 som tankarna på att bilda en innebandyförening startade. Personerna som var tänkta att spela i klubben var aktiva i "korpen" och av de cirka 25 tillfrågade tackade endast 2 stycken nej till att vara med. Huvudpersoner till att bilda klubben var följande; Jonas Pettersson, Niklas Hjelm, Mikael Johansson, Jonas Teite/Nilsson, Kalle Flodin och Mattias Johansson.

## Spelare

### Nuvarande trupp
(Uppdaterad 24 september 2012)
| Nr | Land    | Pos | Namn                           |
| -- | ------- | --- | ------------------------------ |
| 4  | Sverige | F   | Marcus Bohman                  |
| 5  | Sverige | F   | Henric Lundqvist               |
| 8  | Sverige | A   | Kim Vall                       |
| 9  | Sverige | A   | Christian Sundell (Vicekapten) |
| 10 | Sverige | A   | Fredrik Johansson              |
| 11 | Sverige | C   | Tobias Lundqvist (Kapten)      |
| 13 | Sverige | C   | Joel Gustafsson                |
| 14 | Sverige | F   | Robert Johnsson                |
| 19 | Sverige | A   | Joacim Bonnevier               |
| 21 | Sverige | F   | Daniel Aronsson                |
| 22 | Sverige | F   | Mattias Sjödin                 |

| Nr | Land    | Pos | Namn                   |
| -- | ------- | --- | ---------------------- |
| 30 | Sverige | A   | Simon Tjernström       |
| 31 | Sverige | C   | Thobias Viktorsson     |
| 59 | Sverige | MV  | Rickard Olsén          |
| 66 | Sverige | F   | Jonas Hederberg        |
| 69 | Sverige | F   | Victor Engdahl-Boänges |
| 71 | Sverige | MV  | Philip Arén            |
| 77 | Sverige | MV  | Jonas Andersson        |
| 90 | Sverige | F   | Pontus Bengtsson       |
| 91 | Sverige | A   | Gustav Andersson       |
| 93 | Sverige | MV  | Andreas Lindmark       |
| 99 | Sverige | F   | Andreas Lindholm       |

### Skadade spelare
| Nr | Land    | Pos | Namn                    |
| -- | ------- | --- | ----------------------- |
| ?  | Sverige | A   | Robert Karlsson Lidberg |
| 99 | Sverige | F   | Andreas Lindholm        |

### Transferfönstret 2011/2012

#### In
- Kim Vall från BK Vingen
- Mikael Nilsson från BK Vingen
- Robert Karlsson Lidberg från BK Vingen
- Mikael Malinen från Onyx IBK

### Transferfönstret 2012/2013

#### In
- Mattias Sjödin från Åby IBK
- Victor Engdahl-Boänges från Väsby IBK
- Gustav Andersson från U-lag
- Thobias Viktorsson från U-lag
- Philip Arén från U-lag
- Marcus Bohman från U-lag

#### Ut
- Mikael Nilsson till BK Vingen
- Mikael Malinen till IBF Norrköping
- Christian Nilsson till BK Vingen
- Emil Carlsson slutar